# Sollacaro
Sollacaro település Franciaországban, Corse-du-Sud megyében. Lakosainak száma 383 fő (2022. január 1.). Sollacaro Casalabriva, Cognocoli-Monticchi, Olmeto, Pila-Canale és Serra-di-Ferro községekkel határos.

## Népesség
A település népessége az elmúlt években az alábbi módon változott:
| Lakosok száma | 448  | 290  | 324  | 340  | 347  | 352  | 363  | 374  | 372  | 383  |
|               | 1968 | 1982 | 1990 | 2006 | 2013 | 2015 | 2017 | 2019 | 2020 | 2022 |